# Kyparissi (Lokri)
Kyparissi (griechisch Κυπαρίσσι (n. sg.)) ist ein Dorf der mittelgriechischen Gemeinde Lokri. Das Dorf wurde 1932 als Landgemeinde anerkannt, gelangte 1997 zur Gemeinde Atalandi und ging mit dieser zum 1. Januar 2011 in der neu gebildeten Gemeinde Lokri auf, wo es den Status einer Ortsgemeinschaft hat. Im Mittelalter wurde der Ort Gardenitsa (Γαρδενίτσα) oder Gardinitsa (Γαρδινίτσα) genannt.

## Gliederung
Zur Ortsgemeinschaft Kyparissi, die genau dem ehemaligen Gemeindebezirk Kyparissi entspricht, gehören die Siedlungen Kyparissi (Κυπαρίσσι, 184 Ew.) und Evkalyptos (Ευκάλυπτος, 10 Ew.)

## Geographie
Der Ort Kyparissi liegt am Golf von Atalanti etwa 1,5 km von der Küste entfernt. Nur etwa 200 m vor der Küste liegt die Insel Gaidaros und weiter nördlich die Insel Atalanti. Die griechische Nationalstraße Aftokinitodromos 1 (A1) zwischen Athen und Lamia führt nahe am Ort vorbei (140. Kilometer). Die nächsten Orte sind Atalandi im Westen (6 km), Skala im Norden (4 km) und Tragana im Osten (5 km).

## Geschichte
Die ältesten Funde wurden bei der Agios Ioannis Kapelle gefunden, sie reichen von der spätmykenischen (SH III) bis in die Klassische Zeit. Die Akropolis dieser Stadt lag auf dem östlichen Kastraki-Hügel. Hier fand man eine befestigte Oberstadt und Reste eines Tempels und einer großen Säulenhalle. Eine zweite Akropolis befand sich auf dem westlich gelegenen Hügel. Während man früher hier das antike Opus vermutet, scheint es heute wahrscheinlicher, dass dieses bei dem heutigen Atalanti lag. Der Haupterwerb bestand in Ackerbau, Weinbau, Viehzucht und Töpferei.

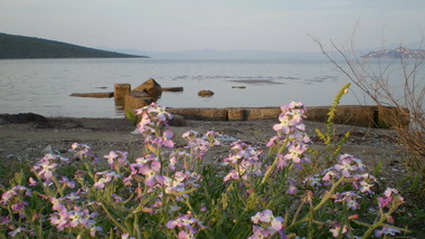
Frühchristliche Ruinen am Strand von Paliomagaza bei Kyparissi.

Frühchristliche Ruinen findet man östlich am Strand von Paliomagaza (Παλιομάγαζα ‚alte Werkstätten‘). Im 10. Jahrhundert kam es aufgrund von Plünderungen zu wirtschaftlichem Niedergang. Von 1204 bis zur Eroberung durch die Osmanen im 1458 gehörte die Ostlokris zum Herzogtum Athen. Aus dieser Zeit sind die Fundamente eines fränkischen Turmes auf dem Kastraki-Hügel erhalten. Im 15. Jahrhundert wurden Gardenitsa wahrscheinlich von Slawen gegründet. Im Jahre 1466 hatte der Ort 77 Einwohner und 1506 105 Häuser. Wahrscheinlich 1519 wurde Osios David in Gardenitsa geboren. 1521 gab es bereits 126 Häuser und die zu entrichtende Steuer betrug 8.503 Akçe. Die Anzahl der Häuser reduzierte sich 1540 auf 96 und die Steuerlast betrug 7.030 Akçe. 1571 waren es nur noch 66 Häuser und 3.000 Akçe Steuern.
Der Reisende Argyris Filippidis berichtete, dass Gardenitsa mit Kyparissi identisch ist und 1815 aus 15 Wohnhäusern bestand, die ausschließlich von christlichen Familien bewohnt waren. Nach der Gründung des Königreichs Griechenland wurde Kyparissi 1836 der Gemeinde Atalanti zugeordnet. 1838 lebten hier 13 Familien und für 1879 werden 153 Einwohner verzeichnet. Bei dem großen Erdbeben von 1894 kamen 4 der 183 Einwohner ums Leben. 1896 hatte der Ort 80 Einwohner und 1907 91. 1932 wurde die Ortschaft Kyparissi gegründet, das vorher ein Teil der Ortschaft Tragana war. Die Bevölkerung nahm von 1940 mit 187 Einwohnern auf 242 im Jahre 1961 und 302 im Jahre 1991 zu. 1998 nach dem Kapodistrias-Plan wurde der Gemeindebezirk Kyparissi der neu gegründeten Gemeinde Atalanti zugeordnet und zählte 2001 291 Einwohner.

## Tourismus
Mehrere kleine Kapellen locken Besucher nach Kyparissi. Es gibt auch einige Rad- und Wanderwege. Die beiden Strände Armyra (Αρμυρά ‚Salzlake‘) und Paliomagaza, die sich zum Baden, Campen und Angeln eignen teilt sich der Ort mit Skala. In der Lagune, einem Feuchtgebiet direkt hinter dem Strand von Armyra, kann man während der Wintermonate verschiedene Vogelarten beobachten.